# 张氏肥螈
张氏肥螈（学名：Pachytriton changi），一种分布于中国南方地区的两栖动物，隶属于蝾螈科肥螈属。本种是研究人员根据日本宠物店的两尾来自中国的肥螈，标本结合线粒体分子数据和形态特征命名的新种。

## 形态特征
张氏肥螈雄性全长182.9～189.3毫米。头扁卵圆形，头长大于头宽。身体背面为浅红褐色，四肢和尾具有白色斑点，背侧具有模糊的橘红色斑和黑色斑点，腹部呈浅桔红色，肛部和尾下缘橘红色。